# 荷蘭的毛里茨王子
威廉·弗雷德里克·毛里茨·亚历山大·亨德里克·卡雷尔（Willem Frederik Maurits Alexander Hendrik Karel，1843年9月15日—1850年6月4日），是荷蘭國王威廉三世的次子。荷兰王子，奥兰治-拿骚王子。7岁死于脑膜炎。